# Star 48

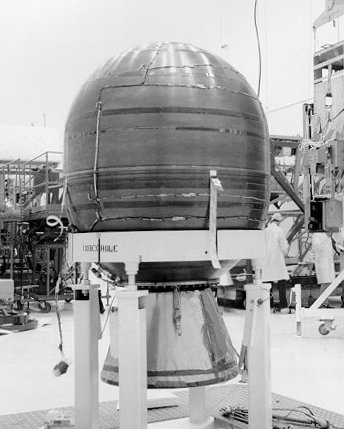
Motor de foguete Star-48B.

Star 48 é um tipo de motor de foguete Norte americano, movido a combustível sólido usado como estágios superiores em vários veículos de lançamento. Ele foi desenvolvido inicialmente pela Thiokol Propulsion, e atualmente pela ATK, que adquiriu a Thiokol em 2001.